# 陈东 (1970年)
陈东（1970年3月—），男，汉族，广东遂溪人，中华人民共和国政治人物。中国共产党党员。广东青年干部学院毕业，中共中央党校函授学院经济管理专业本科学历，北京大学高级管理人员工商管理硕士(EMBA)。

## 生平
历任遂溪县副县长，共青团广东省委办公室主任、省委常委、副书记、书记等职。2011年9月，任中共揭阳市委副书记，並於10月任市人民政府副市长、代市长（2012年1月正式当选市长）。2018年1月，任广东省农业厅副厅长，同年12月任改组后的广东省农业农村厅副厅长。